# Rio Trairão
Rio Trairão är ett vattendrag i Brasilien.   Det ligger i delstaten Pará, i den centrala delen av landet, 1 000 km norr om huvudstaden Brasília.
I omgivningarna runt Rio Trairão växer i huvudsak städsegrön lövskog. Trakten runt Rio Trairão är nära nog obefolkad, med mindre än två invånare per kvadratkilometer.